# Джанлуїджі Гальбаджині
Джанлуїджі Гальбаджині (італ. Gianluigi Galbagini, нар. 14 листопада 1964, Орцинуові) — італійський футболіст, що грав на позиції захисника, зокрема, за клуби «Кремонезе» та «Удінезе», а також молодіжну збірну Італії.

## Клубна кар'єра
У дорослому футболі дебютував 1981 року виступами за команду «Кремонезе» у другому італійському дивізіоні. 1984 року допоміг команді підвищитися у класі і в сезоні 1984/85 дебютував у Серії A.
Команда з Кремони фінішувала на останньому місці і відразу ж залишила елітний італійський дивізіон, проте Гальбаджині продовжив виступи на найвищому рівні, відігравши наступний сезон за «Верону». Згодом ще три сезони захищав кольори «Удінезе», утім і в цій команді Серії A був лише гравцем ротації.
Завершив ігрову кар'єру у нижчоліговому «Прато», за який виступав протягом 1989—1990 років.

## Виступи за збірну
1984 року провів свою єдину гру у складі молодіжної збірної Італії. Був у заявці команди на тогорічному молодіжному Євро.

## Кар'єра тренера
Працював тренером юнацьких команд нижчолігових італійських клубів.

## Титули і досягнення

### Як гравця
- Чемпіон Європи (U-16): 1982